# Centrilla
Centrilla là chi thực vật có hoa trong họ Acanthaceae.